# Deraeocoris albigulus
Deraeocoris albigulus är en insektsart som beskrevs av Knight 1921. Deraeocoris albigulus ingår i släktet Deraeocoris och familjen ängsskinnbaggar. Inga underarter finns listade i Catalogue of Life.